# Aprominta
Aprominta is een geslacht van vlinders van de familie dominomotten (Autostichidae), uit de onderfamilie Symmocinae.

## Soorten
- A. africana Gozmany, 1961
- A. aga Gozmany, 1962
- A. aladdin Gozmany, 1963
- A. aperitta Gozmany, 1997
- A. arenbergeri Gozmany, 1969
- A. argonauta Gozmany, 1964
- A. atricanella (Rebel, 1906)
- A. australis Gozmány, 1966
- A. bifasciata (Staudinger, 1870)
- A. cryptogamarum (Millière, 1872)
- A. designatella (Herrich-Schäffer, 1855)
- A. gloriosa Gozmany, 1959
- A. nausikaa Gozmany, 1961
- A. pannosella (Rebel, 1906)
- A. reisseri Gozmany, 1959
- A. separata Gozmany, 1961
- A. syriacella (Ragonot, 1895)
- A. tectaphella (Rebel, 1916)
- A. xena Gozmany, 1959